# Carbadox
Carbadox is de naam van een antibacterieel middel, dat in het verleden aan diervoeder werd toegevoegd, niet alleen om medische redenen maar ook omdat het groeibevorderend werkt. Het doodt schadelijke bacteriën in het spijsverteringsstelsel waardoor er meer energie beschikbaar komt voor de groei van de dieren. Meer bepaald is het werkzaam tegen dysenterie bij varkens. Het is in de jaren '60 van de 20e eeuw ontwikkeld door Pfizer.
Maar het middel is genotoxisch en carcinogeen gebleken bij dierproeven en is, samen met het vergelijkbare olaquindox, vanaf 1 september 1999 verboden in de Europese Unie. In Nederland was carbadox al in 1997 verboden.
Carbadox en olaquindox zijn chinoxaline-1,4-dioxide-derivaten. Carbadox komt voor als fijne, gele kristallen en is praktisch onoplosbaar in water. Het werkt irriterend op de ogen en bovenste luchtwegen. Het kan afwijkingen aan de lever veroorzaken bij langdurige of herhaalde blootstelling.